# Pseudoplateros villajuarezensis
Pseudoplateros villajuarezensis là một loài bọ cánh cứng trong họ Lycidae. Loài này được Zaragoza Caballero miêu tả khoa học năm 1998.